# Tue Lassen
Tue Lassen (* 28. listopad 1985 Oslo) je dánský reprezentant v orientačním běhu. Mezi jeho největší úspěchy patří zlatá medaile v závodě sprintových štafet na mistrovství světa 2015 ve skotském Inverness. V současnosti běhá za dánský klub Faaborg OK a současně za norský klub Bækkelagets SK, za který startuje ve Skandinávii.

## Sportovní kariéra
| Přehled úspěchů na Mistrovství světa | Přehled úspěchů na Mistrovství světa | Přehled úspěchů na Mistrovství světa | Přehled úspěchů na Mistrovství světa | Přehled úspěchů na Mistrovství světa | Přehled úspěchů na Mistrovství světa |  |
| Mistrovství světa                    | Sprint                               | Middle                               | Long                                 | Štafety                              | Štafety sprint                       |  |
| ------------------------------------ | ------------------------------------ | ------------------------------------ | ------------------------------------ | ------------------------------------ | ------------------------------------ |  |
| Kyjev 2007                           | X                                    | Q16. místo                           | X                                    | 14. místo                            | –                                    |  |
| Olomouc 2008                         | X                                    | 24. místo                            | X                                    | DSQ                                  | –                                    |  |
| Miskolc 2009                         | X                                    | 42. místo                            | X                                    | 12. místo                            | –                                    |  |
| Trondheim 2010                       | X                                    | 15. místo                            | DSQ                                  | 12. místo                            | –                                    |  |
| Savojsko 2011                        | X                                    | 7. místo                             | 37. místo                            | 13. místo                            | –                                    |  |
| Lausanne 2012                        | X                                    | 25. místo                            | 9. místo                             | 6. místo                             | –                                    |  |
| Vuokatti 2013                        | X                                    | 22. místo                            | 8. místo                             | X                                    | –                                    |  |
| Veneto/Trentino 2014                 | 3. místo                             | 22. místo                            | X                                    | 10. místo                            | 2. místo                             |  |
| Inverness 2015                       | 11. místo                            | X                                    | 21. místo                            | 15. místo                            | 1. místo                             |  |

| Přehled úspěchů na Mistrovství Evropy | Přehled úspěchů na Mistrovství Evropy | Přehled úspěchů na Mistrovství Evropy | Přehled úspěchů na Mistrovství Evropy | Přehled úspěchů na Mistrovství Evropy | Přehled úspěchů na Mistrovství Evropy |  |
| Mistrovství Evropy                    | Sprint                                | Middle                                | Long                                  | Štafety                               | Štafety sprint                        |  |
| ------------------------------------- | ------------------------------------- | ------------------------------------- | ------------------------------------- | ------------------------------------- | ------------------------------------- |  |
| Ventspils 2008                        | X                                     | 36. místo                             | X                                     | X                                     | –                                     |  |
| Primorsko 2010                        | 6. místo                              | 13. místo                             | 18. místo                             | 10. místo                             | –                                     |  |
| Palmela 2014                          | X                                     | 64. místo                             | X                                     | 8. místo                              | –                                     |  |
| Jeseník 2016                          | Q23. místo                            | 30. místo                             | X                                     | 19. místo                             | 2. místo                              |  |

| Přehled úspěchů na Mistrovství světa juniorů | Přehled úspěchů na Mistrovství světa juniorů | Přehled úspěchů na Mistrovství světa juniorů | Přehled úspěchů na Mistrovství světa juniorů | Přehled úspěchů na Mistrovství světa juniorů |
| Mistrovství světa juniorů                    | Sprint                                       | Middle                                       | Long                                         | Štafety                                      |
| -------------------------------------------- | -------------------------------------------- | -------------------------------------------- | -------------------------------------------- | -------------------------------------------- |
| Gdaňsk 2004                                  | X                                            | 21. místo                                    | 34. místo                                    | 12. místo                                    |
| Tenero 2005                                  | X                                            | X                                            | X                                            | 5. místo                                     |